# 神奈川県道733号仙石原強羅停車場線

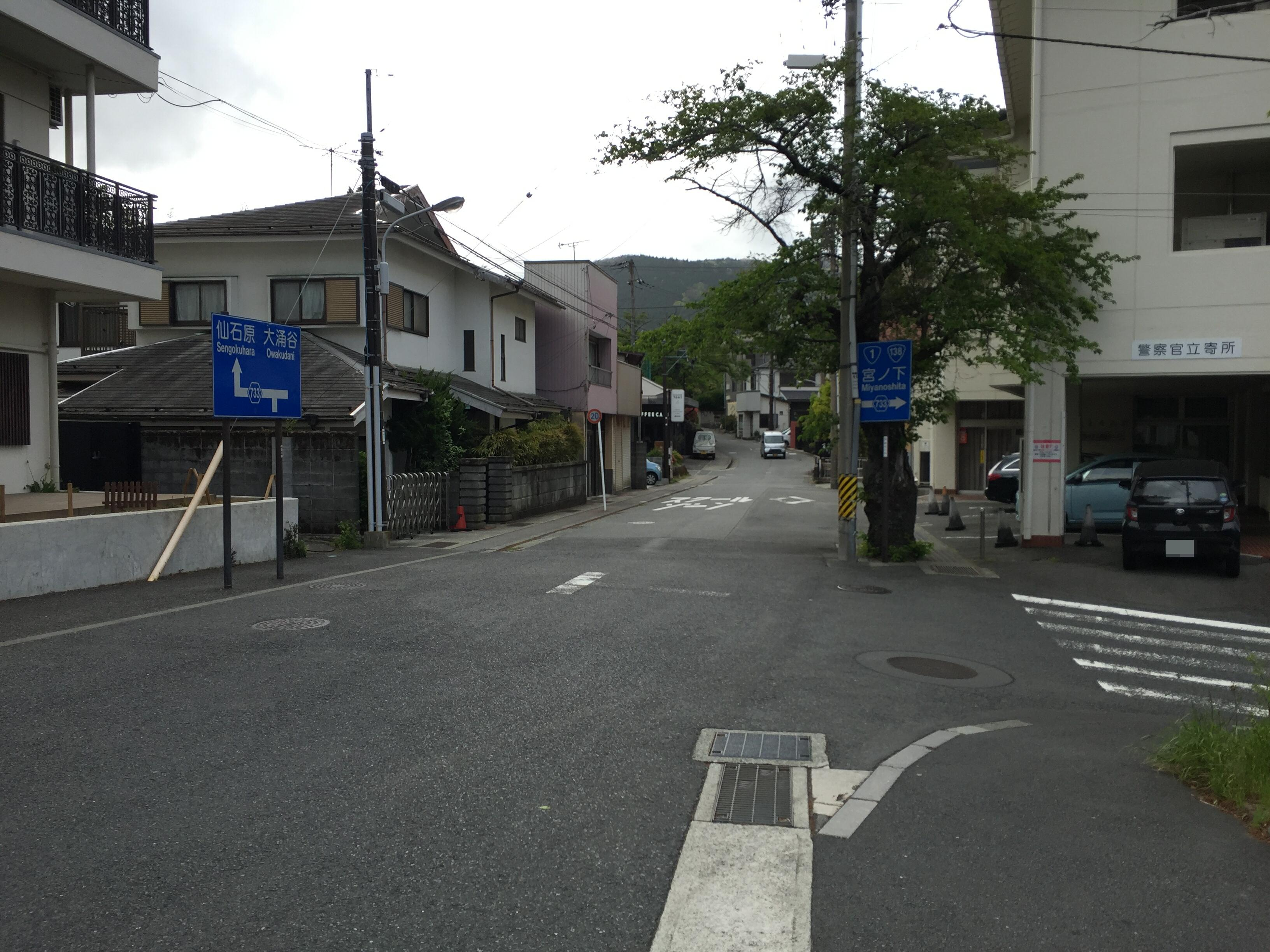
強羅駅付近。駅を囲む形で迂回する

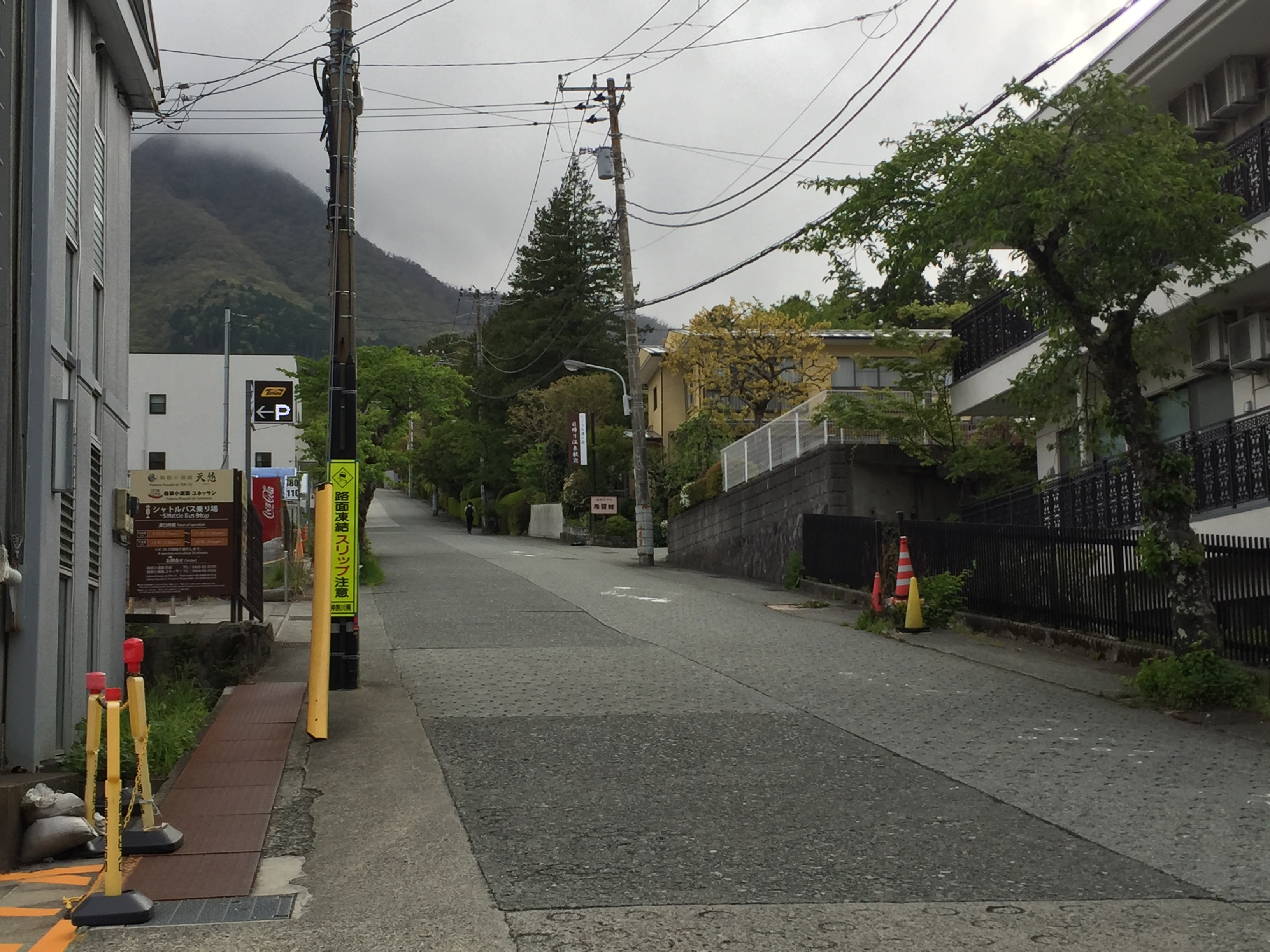
公園坂（箱根町強羅）。箱根登山ケーブルカーと公園下駅まで並行する

神奈川県道733号仙石原強羅停車場線（かながわけんどう733ごう せんごくはらごうらていしゃじょうせん）は、神奈川県足柄下郡箱根町を起点・終点とする一般県道。箱根町仙石原と強羅を結ぶ主要道路のひとつであり、同じく両地区を通過する国道138号が早川の左岸を通るのに対し、県道733号は早川の右岸からかなり離れた山の間を通過するルートとなっている。

## 概要
- 全長：5.6km
- 起点：足柄下郡箱根町仙石原 信号無交差点（北緯35度15分51.1秒 東経139度0分50.1秒、神奈川県道75号湯河原箱根仙石原線接続）
- 終点：足柄下郡箱根町強羅 小田急箱根強羅駅前（北緯35度15分0.3秒 東経139度2分55.3秒、神奈川県道723号関本小涌谷線接続）

## 通過する自治体
- 神奈川県
  - 足柄下郡箱根町

## 経路および交差・接続する道路・河川
- 神奈川県足柄下郡箱根町
  - 信号無交差点（仙石原）（神奈川県道75号湯河原箱根仙石原線）
  - 下湯橋（仙石原）（北緯35度15分9.2秒 東経139度1分49.6秒座標: 北緯35度15分9.2秒 東経139度1分49.6秒、大涌沢）
  - 強羅駅前（神奈川県道723号関本小涌谷線）
- Google マップ

## 周辺の施設・地理
- 仙郷楼（ホテル）
- 小塚山
- ポーラ美術館
- 台ヶ岳
- 下湯温泉
- 公園下駅
- 学校法人函嶺白百合学園
- 強羅駅